# Municipio Camargo (Bolivien)
Das Municipio Camargo ist ein Verwaltungsbezirk im Departamento Chuquisaca im südamerikanischen Anden-Staat Bolivien.

## Lage im Nahraum
Das Municipio Camargo ist eines von drei Municipios der Provinz Nor Cinti und umfasst deren südwestlichen Bereich. Es grenzt im Nordwesten an das Municipio San Lucas, im Westen an das Departamento Potosí, im Süden die Provinz Sud Cinti und im Osten an das Municipio Incahuasi.
Das Municipio erstreckt sich zwischen etwa 20° 18' und 20° 55' südlicher Breite und 64° 51' und 65° 23' westlicher Länge, seine Ausdehnung von Westen nach Osten beträgt bis zu 50 Kilometer, von Norden nach Süden bis zu 70 Kilometer.
Das Municipio umfasst 117 Gemeinden (localidades), der zentrale Ort des Municipios ist die Ortschaft Camargo mit 5173 Einwohnern (Volkszählung 2012) im zentralen Teil des Municipios.

## Geographie
Das Municipio Camargo liegt an den südwestlichen Ausläufern der bolivianischen Cordillera Central, zwischen dem Altiplano im Westen und dem bolivianischen Tiefland im Osten. Das Klima ist ein kühl-gemäßigtes Höhenklima mit typischem Tageszeitenklima, bei dem die Temperaturunterschiede im Tagesverlauf stärker schwanken als im Jahresverlauf.
Die Jahresdurchschnittstemperatur in Camargo liegt bei knapp 14 °C (siehe Klimadiagramm Camargo), die Monatsdurchschnittswerte schwanken zwischen knapp 10 °C im Juni/Juli und 16 °C von November bis März. Der Jahresniederschlag beträgt 400 mm und weist sieben aride Monate von April bis Oktober mit Monatswerten unter 20 mm auf, nennenswerte Monatsniederschläge fallen nur von Dezember bis Februar mit Werten von je 80 bis 90 mm.

## Bevölkerung
Die Einwohnerzahl ist zwischen 1992 und 2024 nur geringfügig angestiegen:
| Jahr | Einwohner | Quelle       |
| ---- | --------- | ------------ |
| 1992 | 13.749    | Volkszählung |
| 2001 | 14.009    | Volkszählung |
| 2012 | 15.484    | Volkszählung |
| 2024 | 14.712    | Volkszählung |

Die Bevölkerungsdichte bei der letzten Volkszählung von 2024 betrug 7,1 Einwohner/km², der Alphabetisierungsgrad bei den über 6-Jährigen war von 77,0 Prozent (1992) auf 78,8 Prozent (2001) angestiegen. Die Lebenserwartung der Neugeborenen betrug 63,2 Jahre, die Säuglingssterblichkeit war von 7,3 Prozent (1992) auf 6,8 Prozent im Jahr 2001 zurückgegangen.
91,3 Prozent der Bevölkerung sprechen Spanisch, 38,6 Prozent sprechen Quechua und 0,4 Prozent sprechen Aymara. (2001)
56,4 Prozent der Bevölkerung haben keinen Zugang zu Elektrizität, 48,7 Prozent leben ohne sanitäre Einrichtung (2001).
80,9 Prozent der 3.355 Haushalte besitzen ein Radio, 36,7 Prozent einen Fernseher, 46,0 Prozent ein Fahrrad, 2,2 Prozent ein Motorrad, 8,9 Prozent ein Auto, 16,8 Prozent einen Kühlschrank, und 9,1 Prozent ein Telefon. (2001)

## Politik
Ergebnis der Regionalwahlen (concejales del municipio) vom 4. April 2010:
| Wahlberechtigte |  | Stimmen | gültig |  | MAS-IPSP | C.S.T. | MSM    | MNR   |
| --------------- |  | ------- | ------ |  | -------- | ------ | ------ | ----- |
| 6.675           |  | 5.711   | 4.368  |  | 1.586    | 1.267  | 1.159  | 356   |
|                 |  | 85,6 %  | 76,5 % |  | 36,3 %   | 29,0 % | 26,5 % | 8,2 % |

Ergebnis der Regionalwahlen (elecciones de autoridades políticas) vom 7. März 2021:
| Wahl- berechtigte |  | Wahl- beteiligung | gültige Stimmen |  | MAS-IPSP | CST     | C-A     | BSTH   | MNR    | UNIDOS |
| ----------------- |  | ----------------- | --------------- |  | -------- | ------- | ------- | ------ | ------ | ------ |
| 8.602             |  | 7.249             | 6.000           |  | 2.693    | 2.315   | 618     | 179    | 100    | 95     |
|                   |  | 84,27 %           | 82,77 %         |  | 44,88 %  | 38,58 % | 10,30 % | 2,98 % | 1,67 % | 1,58 % |

## Gliederung
Das Municipio Camargo besteht aus den folgenden drei Kantonen (cantones):
- 01-0701-1 Kanton Camargo – 41 Vicecantones – 62 Gemeinden – 10.341 Einwohner (2001: 9.270 Einwohner)
- 01-0701-2 Kanton Tacaquira – 33 Vicecantones – 49 Gemeinden – 4.674 Einwohner (2001: 4.361 Einwohner)
- 01-0701-3 Kanton Lintaca – 5 Vicecantones – 6 Gemeinden – 469 Einwohner (2001: 378 Einwohner)

## Ortschaften im Municipio Camargo
- Kanton Camargo
  - Camargo 5173 Einw. – Palca Grande 64 Einw.

- Kanton Tacaquira
  - Suquistaca 398 Einw. – Tacaquira 243 Einw.

- Kanton Lintaca
  - Lintaca 84 Einw.